# 伊圭
伊圭（西班牙語：Higüey，西班牙語發音：[iˈɣwej]）是中美洲國家多明尼加共和國的城市，也是拉阿尔塔格拉西亚省的首府，位於該國東部，始建於1503年，面積1,981平方公里，海拔高度106米，主要經濟活動有農業、畜牧業、漁業和旅遊業，2012年人口234,889。

## 外部連結
- Info Higüey
- （西班牙文） Higüeyano.com
- Higüey Basilica（页面存档备份，存于）

18°37′N 68°42′W / 18.617°N 68.700°W